# Morophaga morellus
Morophaga morellus är en fjärilsart som beskrevs av Philogène Auguste Joseph Duponchel 1838. Morophaga morellus ingår i släktet Morophaga och familjen äkta malar. Inga underarter finns listade i Catalogue of Life.